# جینگل بل راک
جینگل بل راک (انگلیسی: Jingle Bell Rock) یکی از آهنگ‌های محبوب کریسمس در ایالات متحده آمریکا است که در سال ۱۹۵۷ توسط بابی هلمز منتشر شد و بعد از آن بارها بازخوانی شده‌است. از جمله ورژن‌های مشهور این آهنگ می‌توان به آثار هنرمندانی چون لیندزی استرلینگ، چابی چکر و مایکل بوبله اشاره کرد.